# Catedral basílica de Santa María y Santa Reparata (Niza)
La basílica catedral de Santa María y Santa Reparata de Niza o simplemente catedral de Niza (en francés: Basilique-Cathédrale Sainte-Marie et Sainte-Réparate) es la catedral de la diócesis católica de Niza que está situada en el casco antiguo de Niza en el sur de Francia. Fue construida entre 1650 y 1699, año de su consagración. Está dedicado a la Asunción de la Virgen María y Santa Reparata.
La catedral fue clasificada en el título de los monumento histórico de Francia el 9 de agosto de 1906. La catedral fue declarada  basílica menor el 27 de mayo de 1949.

## Historia

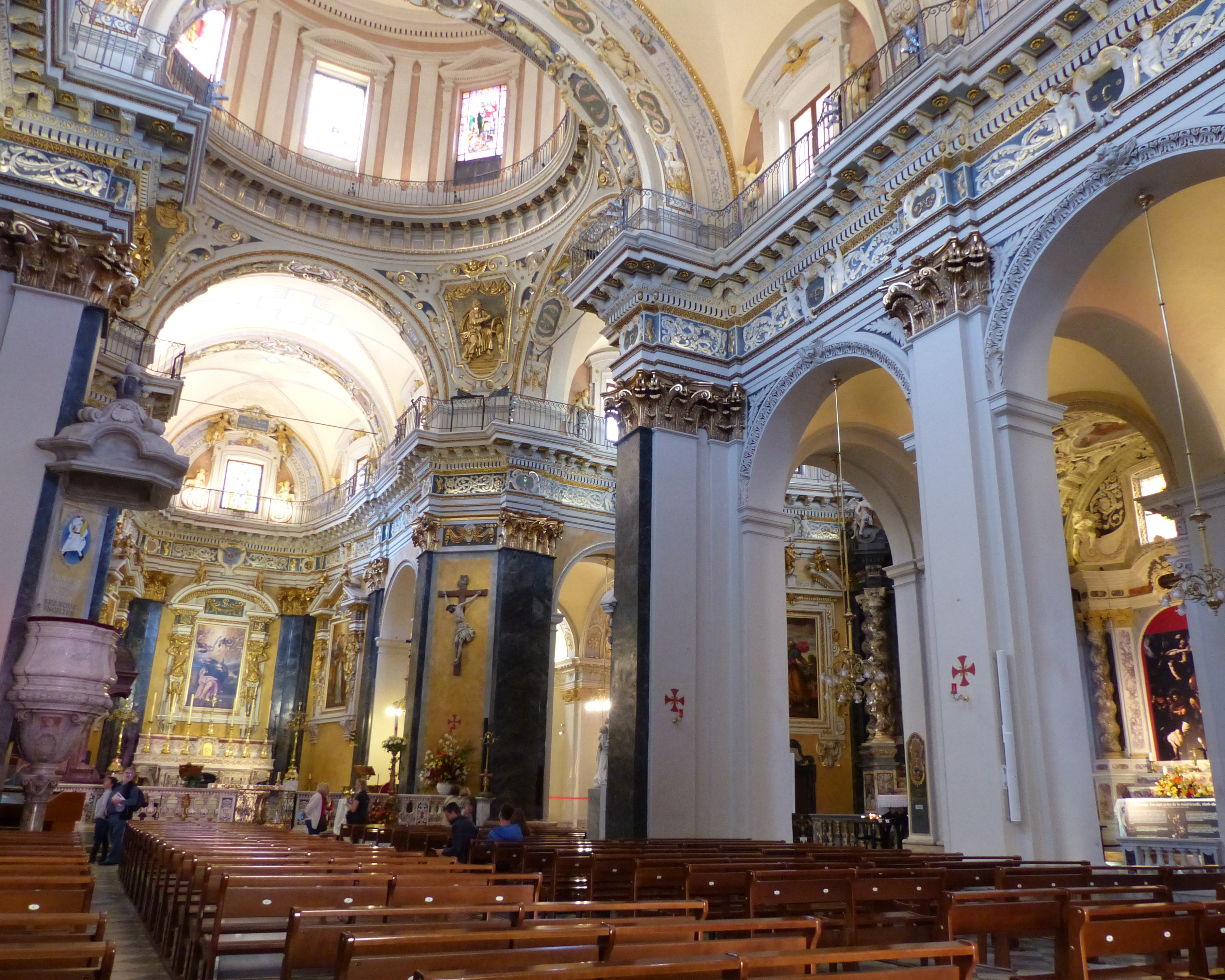
Vista interna

En el sitio, la primera catedral fue consagrada en 1049, Santa María del Castillo. En el año 1060, llegaron a la ciudad de Niza las reliquias de santa Reparata (de quien recibe su nombre el templo actual).
Hacia el año 1075 se construyó al pie del Castillo una capilla dedicada a santa Reparata. Durante la segunda mitad del siglo XII, la capilla se convirtió en el priorato de la abadía de Saint-Pons. El año 1246 marcó la elevación oficial del priorato a parroquia. La primera iglesia en el sitio fue construida a principios del siglo XIII en terrenos que pertenecían a la abadía de St. Pons y se convirtió en iglesia parroquial en 1246.